# マウントレースイ
マウントレースイスキー場（マウントレースイスキーじょう）は、北海道夕張市にあるスキー場やホテルで構成される複合型のリゾート。名前の由来は「冷水山（れいすいざん）」から。
夕張リゾートが運営していたが、2021年から「夕張リゾートオペレーション」の運営となっている（詳細は後述）。

## 歴史
同地で炭鉱を操業していた大和鉱業により開設、その後夕張市と夕張市出資の第三セクターによって改修された。1988年に松下興産が約20億円で施設を買収し、約100億円以上を投じてホテル建設とコースの大規模な拡張を伴う再開発を行い、1991年にリゾートとして再開業した。この時に夕張駅前まで施設が拡大した。
1990年代後半に松下興産の経営難が顕著となると、2002年に夕張市に売却（買い戻し）を打診した。当時の市長であった中田鉄治が26億円で購入し、再び夕張市の施設となった。2007年に夕張市が財政破綻すると、指定管理者を公募し、応募した加森観光が運営受託を担うようになった。
2016年9月、夕張市は、夕張市が所有し、加森観光グループの夕張リゾートが運営するマウントレースイスキー場やホテルマウントレースイ、ホテルシューパロなどの宿泊施設を売却する方針を決定。
2017年2月8日、夕張市はスキー場と宿泊施設を中国系の元大リアルエステート（げんだい-）の関連会社「元大夕張リゾート」に約2億4000万円で売却する契約を結ぶ。3月には、加森観光から夕張リゾートの全株式を取得。4月1日より、元大夕張リゾートの所有となった。
2019年3月、香港の投資会社Great Trend（H. K.）Limitedに再売却され、元大夕張リゾートから夕張リゾートホールディングス（夕張HD）に商号変更された。

### 一時閉鎖と再開業
2020年3月、新型コロナウイルスの感染拡大に伴い、ホテルシューパロと共に休業に入った。また、12月には2020年 - 2021年シーズンのスキー営業の休止と合宿の宿ひまわりの休業も追加された。夕張リゾートは国内の金融機関に融資要請を行うなどしていたが資金調達は難航、12月24日付けで事業を停止・破産申し立てを行うことを発表した。突然の閉鎖で2020年-2021年シーズンに予定されていた夕張市内の小中高校のスキーの授業は中止となり、開催予定の大会は会場が変更となった。一方で、2020年-2021年シーズンは例年以上の積雪となり、徒歩で山頂まで登って滑降する者も見られるようになったが、私有地への無断侵入であり、コースが整備されておらず沢に落ちる危険性が高く、監視員もいないことから安全面も懸念された。
2021年4月、Great Trend（H. K.）Limitedが夕張リゾートの後継として、夕張リゾートオペレーションを設立。
2021年9月、夕張リゾートオペレーションが、同年11月下旬からスキー場と合宿の宿ひまわり（現：ホステルひまわり）の営業を再開させる方針であることが明らかにされた。その後、予定より約1ヶ月遅れた12月18日に営業を再開する方針が発表された。雪不足の影響により更に1日遅れの12月19日に一部コースでのプレオープンの形でスキー場の営業を再開した。

## コース・施設
初級者も楽しめるロングコースから、最大斜度53度のエクストリームライン（上級者限定コース・現在は閉鎖）まで、多彩なバリエーションの19コースが設置されている。
コース
- 超上級者向け
  - カービングライン（1230m・最大斜度43度・平均斜度12度 非圧雪）
  - ラクーンライン（130m・最大斜度45度・平均斜度15度 非圧雪）
  - パノラマCライン（240m・最大斜度35度・平均斜度21度 非圧雪）
- 上級者向け
  - パノラマBライン（360m・最大斜度25度・平均斜度12度 非圧雪）
  - レーシングAライン（630m・最大斜度30度・平均斜度14度）
  - レーシングBライン（570m・最大斜度30度・平均斜度15度 非圧雪）
  - スリリングライン（最大斜度28度・平均斜度7度）
  - スウィンギングBライン（420m・最大斜度29度・平均斜度10度）
- 中級者向け
  - パノラマAライン（750m・最大斜度25度・平均斜度8度）
  - ダンシングAライン（720m・最大斜度24度・平均斜度12度）
  - ダンシングBライン（770m・最大斜度28度・平均斜度12度 常設ポールコース）
  - ディアライン（480m・最大斜度18度・平均斜度8度）
  - スウィンギングAライン（960m・最大斜度22度・平均斜度10度）
  - スウィンギングCライン（450m・最大斜度30度・平均斜度8度）
  - スウィンギングDライン（220m・最大斜度18度・平均斜度9度）
- 初心者向け
  - ビギナーズAライン（600m・最大斜度16度・平均斜度6度）
  - ビギナーズBライン（750m・最大斜度14度・平均斜度5度）
  - ワインディングロード（3200m・最大斜度18度・平均斜度4度）

リフト・ゴンドラ
- ビギナーズ4リフト（4人乗り・590m）
- ダンサーズ4リフト（4人乗り・770m）
- レーサーズ2リフト（2人乗り・870m）
- スウィンガーズ2リフト（2人乗り・950m）
- シャトル6ゴンドラ（6人乗り・1800m）
- スノーエスカレーター（キッズパーク内）

その他施設
- センターハウス - レストラン、休憩所、自販機、ロッカー
- シャトルベース - 券売所、カフェショップ、休憩所、自販機、更衣室、インフォメーション、ロッカー、スキーレンタル、スクール受付、ゴンドラ乗り場
- スカイステーション（冷水山山頂） - ゴンドラ降り場、自販機、休憩所
- キッズパーク
- 雪遊びフィールド
- ダブルスパイラル（スウィンギングCライン内）
- テレインパーク（スウィンギングCライン内）

## アクセス
2019年3月31日まで営業していた夕張駅（JR北海道・石勝線支線）は至近（ホテルマウントレースイの真ん前）に位置していた。
- バス - 「レースイリゾート」バス停
  - 夕張鉄道（夕鉄バス）：新夕張駅 - 夕鉄本社ターミナル - レースイリゾート - ホテルシューパロ前 - 夕張市石炭博物館
    - 一部便は夕鉄本社ターミナルで乗り換え。
    - 夕鉄本社ターミナルでは一部便が札幌急行線と接続。

  - 北海道中央バス：札幌駅前・岩見沢ターミナル - 栗山駅 - レースイリゾート（2024年9月末廃止予定）
  - 夕張リゾート送迎バス：新千歳空港 - ホテルマウントレースイ・ホテルシューパロ（冬季限定・宿泊者専用。要事前予約。2021シーズン、2022シーズンは運行せず）
- 自家用車：札幌市内から約60分。

## ホテルマウントレースイ

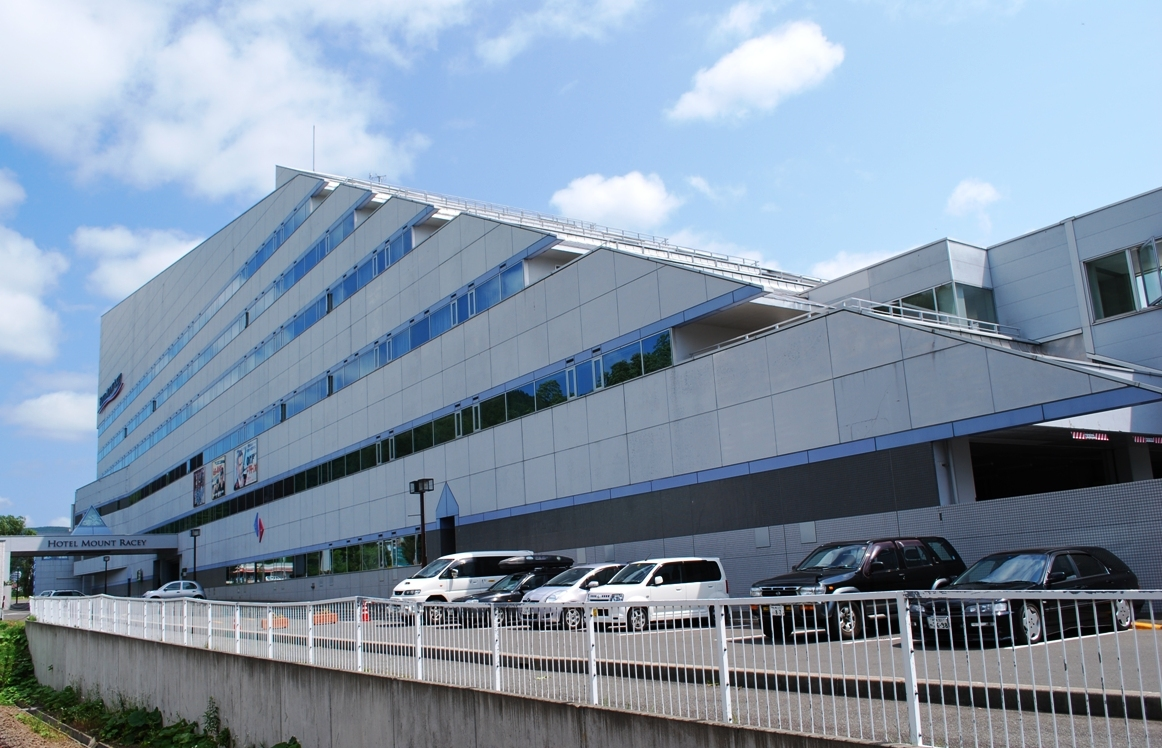
ホテルマウントレースイ

ゲレンデの麓にある特徴的な形のホテルマウントレースイは2階とゴンドラ乗り場が直結し、外にでることなく山頂まで移動できた。